# 小国町図書室
小国町図書室（おぐにちょうとしょしつ）は、熊本県阿蘇郡小国町宮原1590 あみだ杉の館にある図書室。小国町図書館（おぐにちょうとしょかん）と呼ばれることもある。図書館法における公共図書館ではない。

## 歴史

### 建物の歴史
1893年（明治26年）5月、阿蘇郡北小国村大字宮原上町に（旧）小国銀行が設立され、1898年（明治31年）には阿蘇郡高森町に南郷銀行が設立された。1931年6月1日には（旧）小国銀行と南郷銀行が合併して解散し、新たに（新）小国銀行が発足した。
農林業や畜産業を主体とするこの地域で着実に基礎を固め、小国銀行は1934年（昭和9年）8月に新社屋の建設に取り掛かった。1935年（昭和10年）6月には鉄筋コンクリート造の洋風建築である小国銀行本店が竣工し、面する通りは小国銀座街と呼ばれて栄えた。
小国銀行は預金量の多さで熊本県における有力銀行とされたが、2年後の1937年（昭和12年）12月1日には一県一行主義の国策によって、小国銀行、八代市の井芹銀行、八代市の八代共立銀行の3行が肥後銀行に合併され、小国銀行本店の建物は肥後銀行小国支店となった。

### あみだ杉の館
2000年（昭和12年）には小国町役場跡地に肥後銀行小国支店が移転し、近代建築の旧支店を小国町が買収すると、建物を転用してあみだ杉の館（小国町交流多目的施設）が開館した。
小国町黒渕には樹齢1300年以上とされる「阿弥陀スギ」がある。1902年（明治35年）には所有者が変わったことで伐採が検討されたが、北小国村と南小国村の有志が名木の伐採を憂慮し、土地を含めて買収して保存されることとなった。1934年（昭和9年）12月28日には国の天然記念物に指定された。
1999年（平成11年）9月24日に熊本県に上陸した平成11年台風第18号によって、阿弥陀スギは樹幹の3分の2が倒木する被害を受けた。小国町は倒木部分で複数のモニュメントを製作することを決定し、彫刻家の豊福知徳が小国町に滞在してモニュメントを製作した。
豊福は長さ5メートル×直径2メートルに及ぶ巨大な枝2本を用い、2003年（平成15年）3月に「たてとよこの構造」と「上に向かう構造03」が完成した。あみだ杉の館のホール中央部に「たてとよこの構造」が設置され、小国町黒渕の坂本善三美術館に「上に向かう構造03」が設置されている。

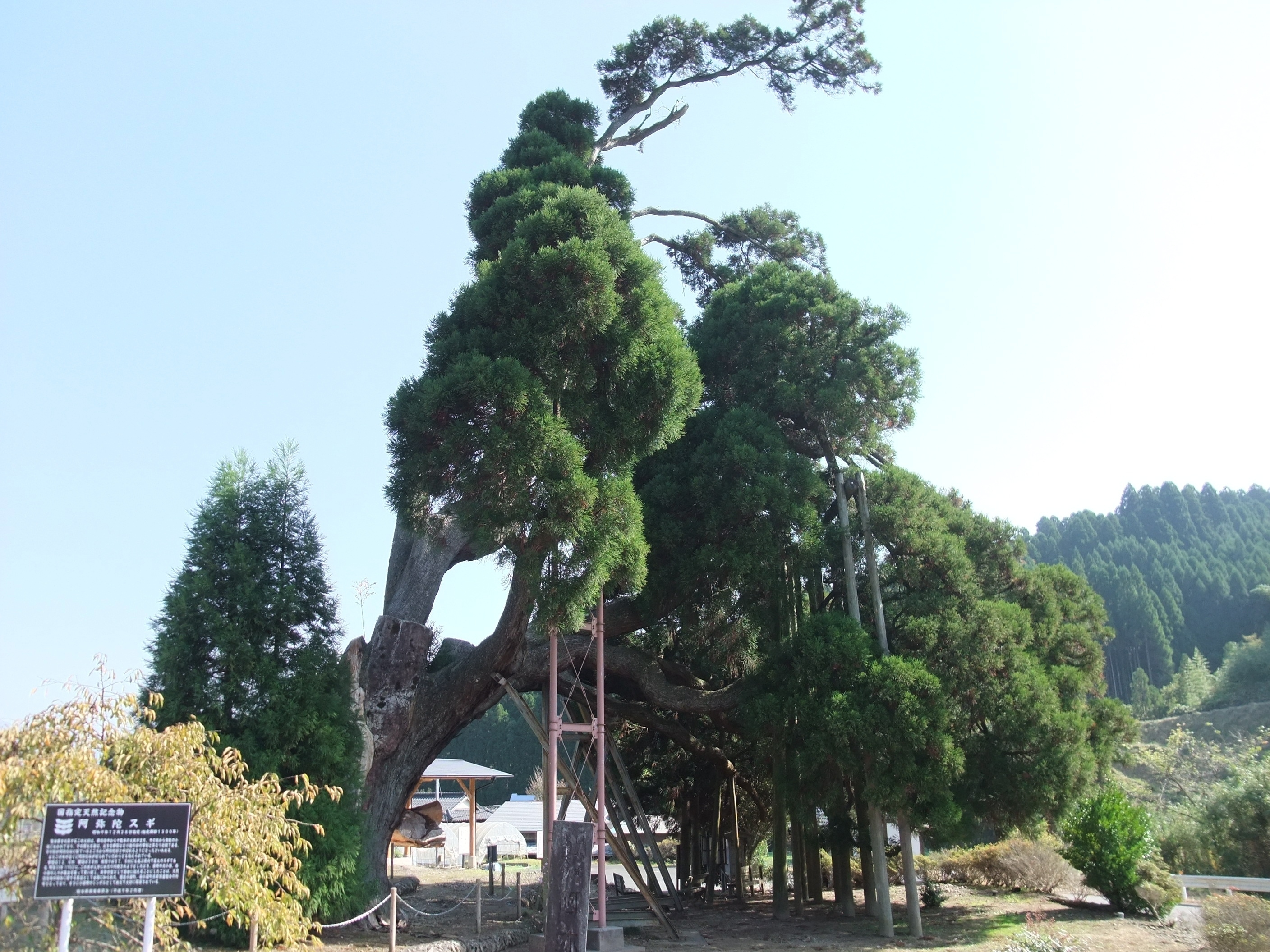
小国町黒渕にある阿弥陀スギ

### 図書室の歴史

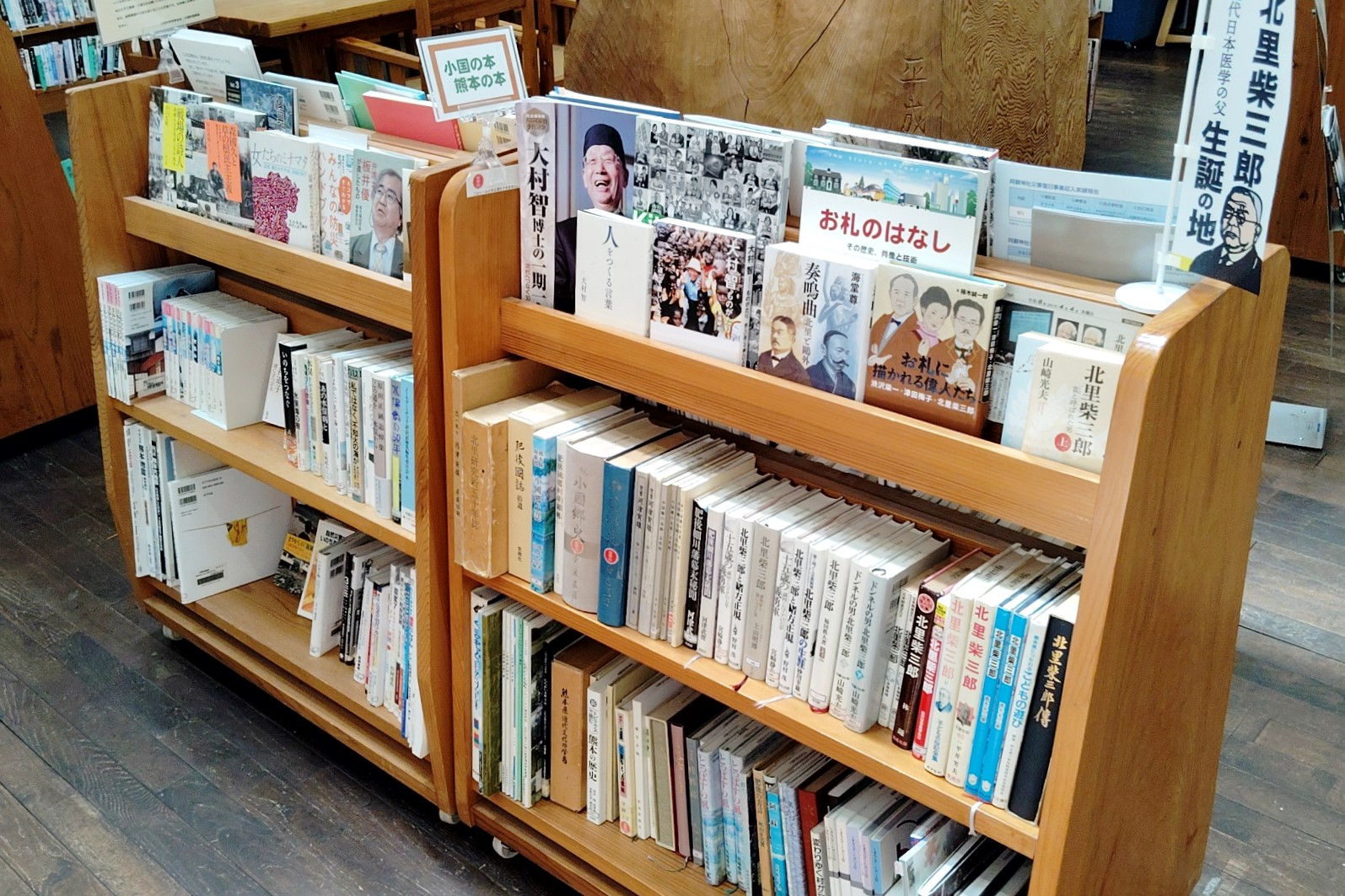
郷土資料

1916年（大正5年）には北小国村域出身の生化学者である北里柴三郎によって、北小国村北里に私立図書館の北里文庫が設立された。北里文庫は熊本県で2番目に蔵書数の多かった図書館とされる。
2009年（平成21年）12月16日、小国町図書室があみだ杉の館の建物内に移転した。2023年（令和5年）4月1日、休館日が日曜から月曜に変更された。

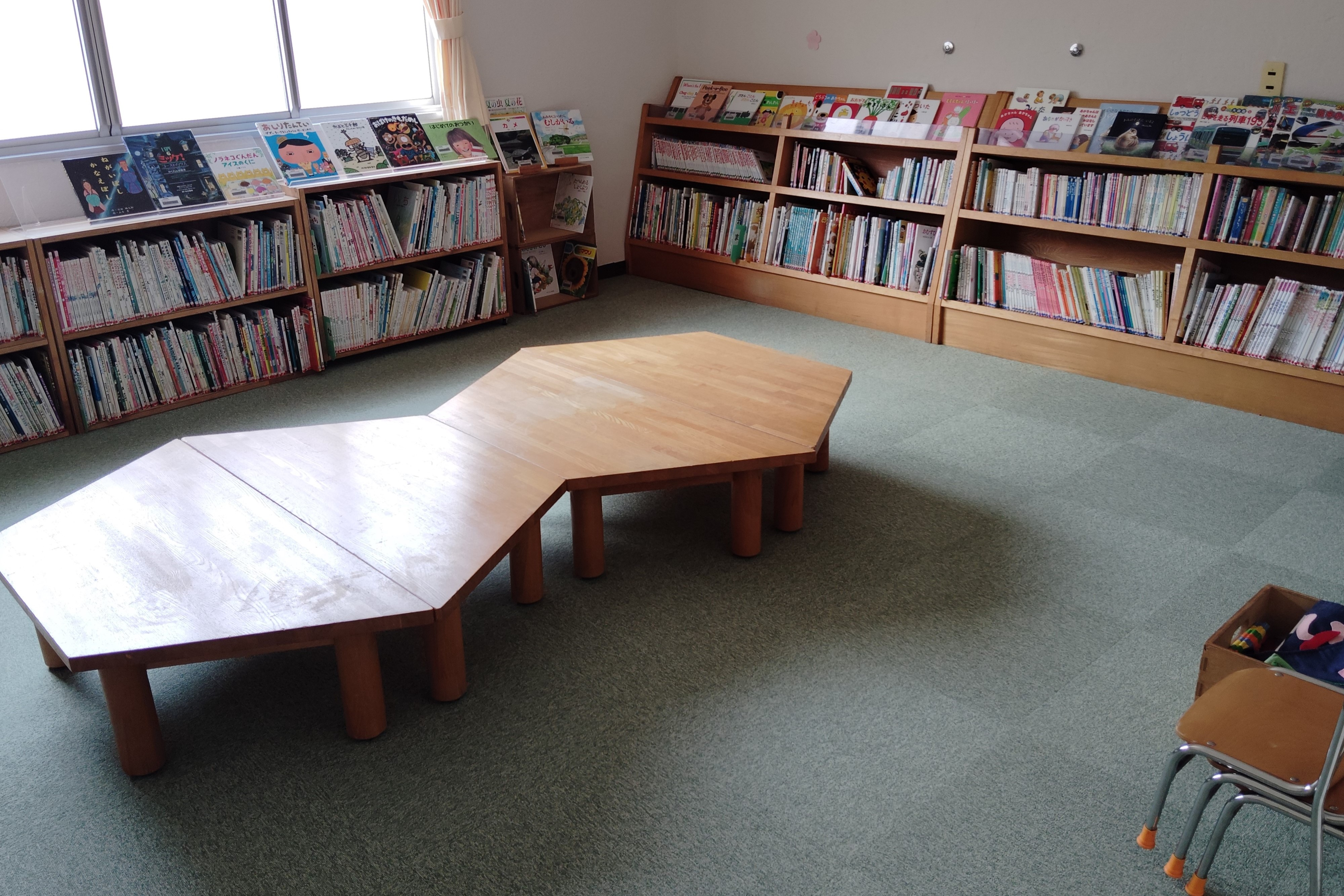
児童書
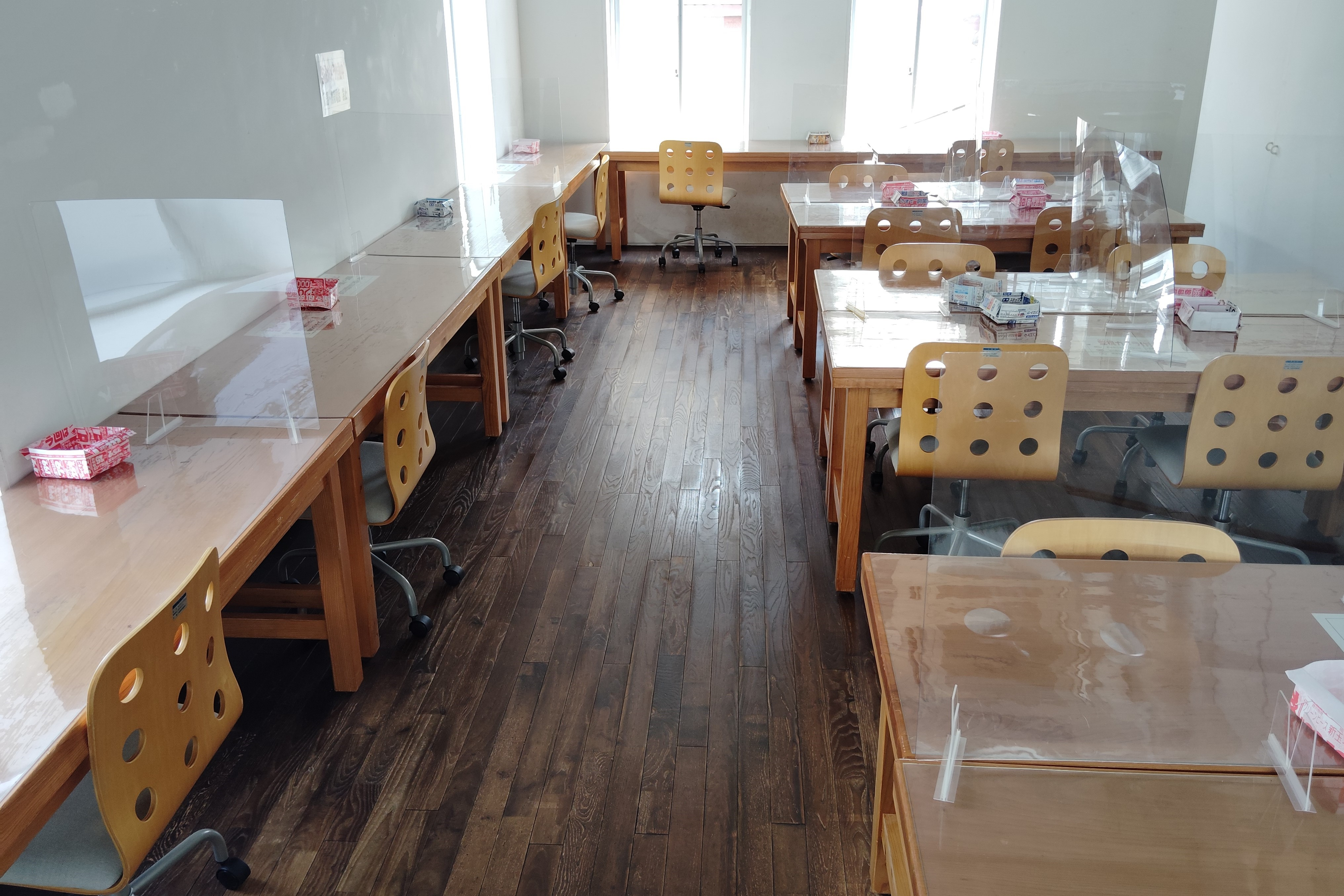
学習席
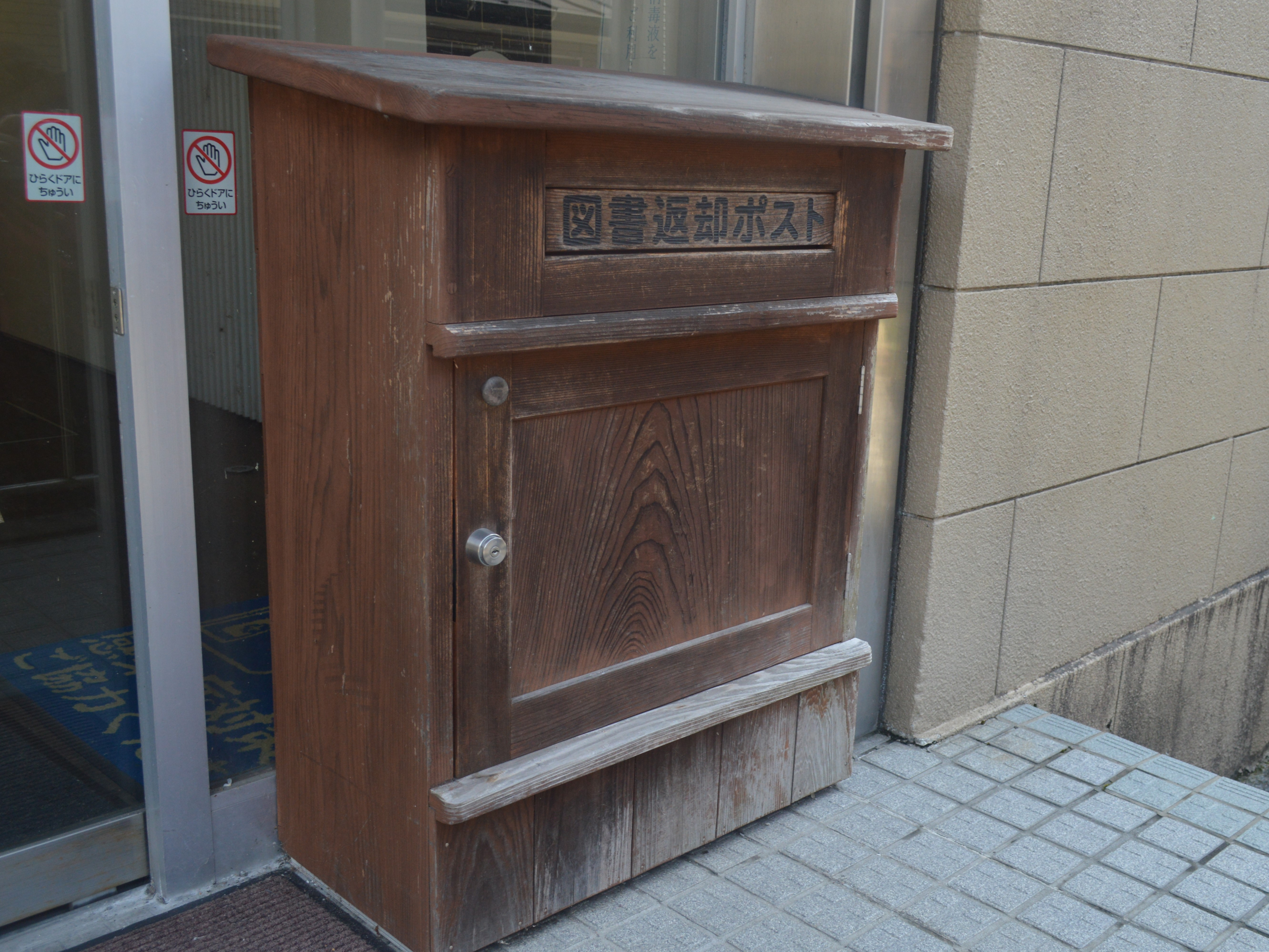
返却ポスト

## 利用案内
- 開館時間 - 10時から13時、14時から18時[10]
- 休館日 - 月曜日・祝祭日・年末年始[10]
- 貸出可能冊数 - 10冊以内[10]
- 貸出期間 - 最大14日間[10]
- 館外貸出可能者 - 小国町在住・在勤・在学者[10]